# Ribščica, Radovna
Ribščica je potok, ki v deževnih obdobjih teče skozi Pokljuško sotesko (Soteska Ribščice) in se kot desni pritok izliva v reko Radovno.